# سرمسجد
یکی ازمهمترین مکان‌های تاریخی و باستانی شهرستان مسجد سلیمان در استان خوزستان، منطقه‌ای است بنام معبدسرمسجد که در شمال شرقی شهر مسجدسلیمان واقع شده‌است.این معبد که در گذشته‌های دور همواره در آن آتشی افروخته بوده مشرف به سفه سرمسجد است که بگفته مورخان مقر حکومتی پارس‌ها بوده‌است .از دیگر آثار باستانی این شهرستان می‌توان به معبد بسیار کهن برد نشانده نیز اشاره نمود.
به شماره ۳۰۰ در سال ۱۳۱۶ در فهرست آثار ملّی به ثبت رسید بسیاری از باستان‌شناسان این بنا را متعلق به دورهٔ اشکانیان و ساسانیان می‌دانند؛ اما طبق کاوش‌های پروفسور گیرشمن که در سال‌های ۱۳۴۷ تا ۱۳۵۰ صورت گرفته این بنا را متعلق به پارس‌ها هستند.